# Bezokolicznik w języku angielskim
Bezokolicznik w języku angielskim – podstawowa forma nieokreślona czasownika, forma wyjściowa do tworzenia czasów, stron i trybów.

## Formy bezokolicznika
Bezokolicznik angielskich czasowników ma trzy podstawowe formy: prostą to watch, postępującą złożoną z to be i gerundium danego czasownika (to be watching) i bierną, na którą składa się to be i imiesłów bierny czasu przeszłego (to be watched). Możliwe są formy złożone, np. to have been sitting. Ich znaczenie odpowiada znaczeniu czasów i stron, w których są zbudowane. Przykładowo: She is instructed by her tutor → Jest pouczana przez swojego opiekuna. She should be instructed by her tutor → Powinna być pouczona przez swego opiekuna. 
Przegląd form bezokolicznikowych:
| Bezokolicznik               | Strona czynna         | Strona bierna              |
| --------------------------- | --------------------- | -------------------------- |
| czasu teraźniejszego        | to watch              | to be watched              |
| ciągły czasu teraźniejszego | to be watching        | to be being watched        |
| przeszły                    | to have watched       | to have been watched       |
| ciągły czasu przeszłego     | to have been watching | to have been being watched |

Bezokolicznik ciągły czasu przeszłego w stronie biernej, mimo iż poprawny gramatycznie, nie jest używany.

## Bezokolicznik w formie podstawowej
Składa się z cechy to i formy bezokolicznika: to watch, to see.

## Bezokolicznik w formie ciągłej
Tworzy się go przy pomocy bezokolicznika czasownika to be i gerundium czasownika zasadniczego: to be sitting. Forma ta sugeruje trwanie czynności w danym momencie. It is nice to be sitting here with you. He seemed to be smoking a lot → Wydawało się, że on dużo pali (robił takie wrażenie). 
Bezokolicznik w formie ciągłej służy do tworzenia czasów Future Continuous i Future in the Past Continuous: Tomorrow at this time I'll be sunbathing in Southern France → Jutro o tej godzinie będę się opalał w południowej Francji.
Bezokolicznik ciągły z czasownikami modalnymi:
- must be sitting
- can be sitting
- could be sitting
- should be sitting
- may be sitting
- might be sitting
- would be sitting

## Bezokolicznik przeszły
Tworzy się go przy użyciu bezokolicznika to have i imiesłowu biernego czasu przeszłego: to have come, Nice to have met you → Miło, że cię spotkałem.. Znaczenie tego bezokolicznika jest podobne, jak czasów perfect – sugerują uprzedniość. Aby zaprzeczyć, używa się not na początku konstrukcji, przed to: You were silly not to have locked your car → byłeś niemądry nie zamykając samochodu.
Możliwa jest forma bezokolicznika w czasie przeszłym ciągłymHe could have been doing well → Może mu się dobrze powodziło.
Bezokolicznik występuje też w stronie biernej np. They were lucky, they could have been killed → Mieli szczęście, mogli być zabici.

## Bezokolicznik bierny
Jest tworzony przy użyciu czasownika to be w bezokoliczniku (dowolnym) i imiesłowu biernego czasu przeszłego. There's a lot of work to be done → Jest dużo (pracy) do zrobienia. Our car must be repaired tonight, otherwise we're grounded → Samochód musi być naprawiony dziś wieczorem, w przeciwnym razie jesteśmy uziemieni.
Forma ciągła bezokolicznika biernego również jest możliwa: I'd like to be being massaged → Lubię, jak jestem masowany.

## Konstrukcje bezokolicznikowe
Ten typ konstrukcji zdaniowych jest bardzo rozpowszechniony w języku angielskim, nie tylko z okolicznikiem w swej podstawowej formie. Istnieje kilka typów konstrukcji z bezokolicznikiem:
- Przymiotnik + bezokolicznik[3]: He is sure to win. → Jest pewny, że wygra. He is difficult to talk to. → Ciężko się z nim rozmawia. She is likely to have been hurt.→ Całkiem możliwe, że się zraniła. Konstrukcja występuje z takimi przymiotnikami jak difficult, hard, safe, dangerous, cheap, awful itp.
- Rzeczownik + bezokolicznik She's got a job to do. → Ona ma pracę do zrobienia. Do you have anything to say? → Czy masz coś do powiedzenia?
- Grupa czasownikowa + bezokolicznik[3]: We eat to live. → Jemy aby żyć. She got the gumption to go in.→ Miała na tyle oleju w głowie, by tam wejść.
- For + rzeczownik + bezokolicznik[3]: That is for you to decide. → Ty masz podjąć decyzję.
- Czasownik + rzeczownik + bezokolicznik, konstrukcja znana jako accusativus cum infinitivo: I want you to go hell. → Chcę byś poszedł sobie w cholerę. Konstrukcja występuje po czasownikach oznaczających życzenie: want, wish, hate, stan umysłu: think, expect, believe, oznaczających nakaz, prośbę zezwolenie: order, ask, recommend i niektórych innych[3].
- Czasownik + rzeczownik + bezokolicznik bez to, używane najczęściej po czasownikach wyrażających zmysły: see, hear, notice, a także po let i make: I`ll make you pay for this. → Zapłacisz mi za to.